# Пахомов, Сергей Игоревич
Серге́й И́горевич Пахо́мов (род. 4 ноября 1966, Москва), более известный как Пахо́м — советский и российский андеграундный актёр, сценарист, музыкант, дизайнер интерьеров, художник, работающий в авангардном стиле, артист в жанре стендап-камеди. Наиболее известен как исполнитель роли «Поехавшего» в фильме «Зелёный слоник» (1999). Участник телешоу «Битва экстрасенсов» (2015).

## Биография
Родился 4 ноября 1966 года в Москве. Детство Сергея проходило в неполной семье. Отец Пахомова, профессор-биолог, ушёл от матери, когда сын находился ещё в детском возрасте. Является евреем по отцу. С ранних лет его преследовали видения и галлюцинации. В 1981 году окончил Краснопресненскую художественную школу, в 1985 году завершил обучение в Московском художественно-промышленном училище имени Калинина, в период посещения которого особенно интересовался иконописью. В 1986 году находился на лечении в психиатрической больнице имени Кащенко, куда был направлен призывной комиссией вместо войны в Афганистане. Другими увлечениями Пахомова в 1980-х были игра в музыкальных группах, а также спорт и борьба. В 1984—1985 годах участвовал в квартирных выставках, а начиная с 1988 года принимал участие в более крупных выставках живописи — как в России, так и за рубежом. В конце 80-х впервые попал на телевидение в программу «Взгляд» благодаря своему художественному творчеству. В 1988—2000 изучал современное искусство в Европе, бывал в Париже, Марселе, Берлине.
Известность Сергею Пахомову принесло участие в съёмках фильмов Светланы Басковой: «Кокки — бегущий доктор» (1998), «Зелёный слоник» (1999), «Пять бутылок водки» (2001) и «Голова» (2003). Наиболее заметной для него стала роль младшего офицера родом из деревни в резонансном фильме «Зелёный слоник», где герой Пахомова испражнялся и поедал свои испражнения.
В 2000 году Пахомов начал работать в издательском доме «Hachette Filipacchi Shkulev», где в дальнейшем он назначался арт-директором ряда глянцевых журналов. Так, в 2002—2007 годах художник редактировал журнал «Elle Декор», в 2008 году — исполнял обязанности арт-директора «Marie Claire», а 1 июля 2009 года занял аналогичную должность в редакции российской версии журнала «Elle».
Сам Пахомов нередко называет то, что он делает, «смесью идиотизма и абсурда». Выступает с лекциями и комическими монологами в жанре стендап-камеди, участвует в съёмках фильмов, занимается дизайном интерьеров, выставляет свои картины на различных экспозициях. По собственному признанию Пахомова журналу Rolling Stone Russia, он никогда не стремился заработать как можно больше денег:
Вот я, Пахомов, сорокалетний москвич без образования — пою, танцую, хуёк показываю, снимаюсь в запрещённых фильмах, употребляю наркотики, если они есть, беден как церковная мышь…
Периодически появлялся в программе «Познавая мир с Виктором Пузо», выступая в роли второго ведущего.
В 2015 году принял участие в телешоу «Битва экстрасенсов» на канале ТНТ. 24 октября добровольно покинул проект, объяснив это тем, что хотел «сделать доброе дело». Продюсер передачи «Битва экстрасенсов» пророчила победу Пахомову и не хотела, чтобы тот уходил из шоу, кроме того, Пахом на момент ухода являлся фаворитом как телезрителей, так и жюри, согласно опросам, за него отдавалось 50 % зрительских голосов. Сам Пахомов про своё участие в «Битве» говорит следующее: «Я решил, что лучше со своим личным сценарием внедриться в уже готовый формат, где есть свет, звук, продакшен. А искусство в том, насколько грамотно ты расскажешь историю за шесть серий, чтобы были начало и конец».
10 февраля 2017 года принял участие в развлекательном телешоу «Человек-невидимка» на канале ТВ-3. С 13 ноября 2017 года ведёт шоу «Сверхъестественный отбор» на том же телеканале.
В 2019 году стал участником реалити-шоу «Последний герой».
13 октября 2022 года в российский прокат вышел фильм «Сказка для старых», в котором одну из ролей сыграл Пахомов.
В 2023 году Пахомов вернулся к роли «Поехавшего», озвучив его во второй части «Зелëного слоника» — «Пресловутое поколение: Зелëный слоник 2».

## Творчество

### Живопись
«Я вообще был художником, картины рисовал в середине восьмидесятых. И все иностранцы ко мне приходили, там, послы разные, и давали мне очень много денег за картины и потом их в музеях разных выставляли», — вспоминал Пахомов о наиболее плодотворном периоде его творческой деятельности. Полотна кисти Пахомова, представителя современного искусства, выставлялись в музее Людвигсхафена, лондонской Галерее Саатчи, а также в нью-йоркском музее Соломона Гуггенхайма. Люди, знакомые с Пахомовым, уверены, что мало кто воспринимает его как художника и, говоря словами критика Леонида Александровского, «вероятно, не догадываются, что он — весьма серьёзный живописец». Работы Пахомова периодически экспонируются и в галерее Марата Гельмана — ярким примером тому послужила выставка, прошедшая в апреле — мае 2012 года. Центральным элементом этой экспозиции стала скульптурная композиция «Altare». Сам Пахомов аннотировал её следующим образом:
Посвящается моему покойному дяде, который жил, как умел, и умер, как тряпка. Это алтарь обездоленных и несчастных, невидимых, но наделённых господом возможностью выражаться. Мой алтарь — это алтарь нищих духом и нищих телом. Это картина России, которой никогда не было.

### Музыка

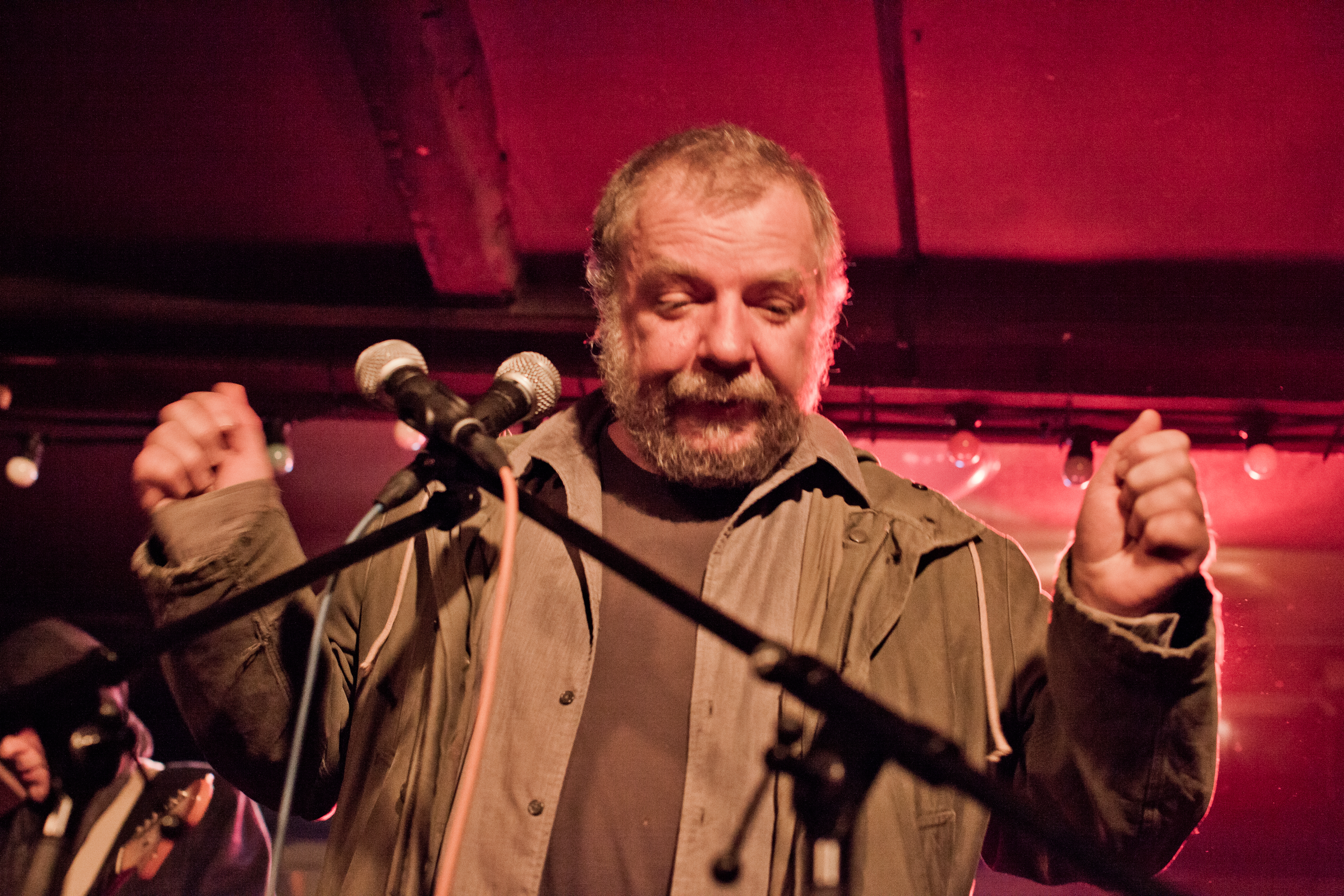
2013 год

В интервью 2007 года Пахомов рассказал, что музыкой — его «любовью с детства» — он занимался ещё в молодости, сотрудничая с такими московскими музыкантами, как Павел Хотин («Звуки Му»), Алексей Борисов и Иван Соколовский («Ночной проспект»), Андрей Сучилин («До мажор») и другие, выступал с американской группой («Maroon 5») и выступал с солистом рок группы Дэвидом Бирн (Talking Heads), в Париже, и Крисом Катлером во время первого приезда того в Москву. Сам Пахомов предпочитает электронную музыку и дэт-метал. Первая музыкальная группа Пахомова под названием «Дзю Ом», играющая в стиле панк, задумывалась им в качестве ансамбля душевнобольных.
С 2008 года Сергей Пахомов, использующий творческий псевдоним «Пахом», занимается музыкальной и концертной деятельностью, в том числе совместно с гитаристом Михаилом «Вивисектором» Антиповым. Познакомились они в 2007 году. «Ему [Антипову] в группу нужен был барабанщик, по-моему, или перкуссионист. Ну и как-то так мы переплелись». По состоянию на 2012 год дуэт «Пахома» и «Вивисектора» записал два совместных альбома. Первый из них, «Бонча», увидел свет в 2008 году. Артемий Троицкий, под чьим лейблом вышел альбом, охарактеризовал его словами «первый настоящий русский рэп». Некоторые критики разделяют мнение Троицкого в этом вопросе. «Бонча» вызвал неоднозначную реакцию в обществе. Так, журнал «Maxim» назвал творчество дуэта непохожим на рэп, однако отметил его большую близость «к реалиям нашего коллективного бессознательного», противопоставив творчеству «чахоточных стилизаторов»: Тимати, Децла, Касты, а Андрей Бухарин — сравнил его с песнями Петра Мамонова и других абсурдистов. «Пахом (…) убедительно симулирует маниакальный алкогольный бред или просто поток помрачённого сознания (…) благодаря мастерству гитариста Михаила Антипова, — подчёркивает он, — эту вроде бы полнейшую „жесть“ можно, как ни странно, слушать». Свой следующий альбом под названием «Жизнь — весёлый карнавал» Пахомов записал уже в одиночку, без Антипова, правда, при активном участии Алексея «Прохора» Мостиева, видного деятеля российской музыкальной богемы. 14 октября 2010 года Артемий Троицкий и «Пахом» с «Вивисектором» представили новый диск, записанный в рамках проекта, — «Москва». Новый альбом вызвал ту же реакцию, что и «Бонча». Пахомов, как отметил Сергей Бернард, «меньше всего тянет на адеквата», если исходить из содержания альбома. Андрей Смирнов, сравнивая «Москву» с предыдущими альбомами Пахома, назвал её более «угрюмой», подметив, впрочем, присутствие «очарования» и «колорита». «Музыка и живопись Пахома живут по одним и тем же законам. Из звуков и воплей, так же, как из пятен и мазков краски, рождается поэзия» — резюмировал российский кинокритик Михаил Трофименков.
С 2023 года, Пахомов выступает как лидер в группе «Пахом вам перезвонит». На данный момент, группа выпустила четыре студийных альбома и три концертных .
В 2025 году вышла песня «Динозавры дискотек», записанная совместно с певцом Пророком Санбоем.

## Отзывы
«Две главные характеристики творчества Сергея Пахомова, — повторял Сергей Куликов вслед за самим артистом, — это абсурд и идиотизм». В московских артистических кругах Пахомов пользуется большой популярностью — современники называют его «культовым» и «скандально известным» персонажем. Именно определение «персонаж», по мнению Андрея Смирнова, наиболее точно характеризует Пахомова. Известный музыкальный критик Андрей Бухарин, в свою очередь, называет художника и актёра «социальным феноменом», а его коллега Леонид Александровский — «человеком-ренессансом с Новокузнецкой, буйным скоморохом в завязке, вечно включённым матюгальником богемной столицы». Во время стендап-выступлений в нулевые Пахом показывал на сцене эпатажные перформансы в духе московских концептуалистов, критики часто сравнивали Пахомова с Приговым.
Высоко о Пахомове всегда отзывалась Светлана Баскова. В одном из интервью она сравнила отношения между ней и Пахомовым с отношениями Федерико Феллини и Марчелло Мастроянни, подчеркнув, что этот человек представляет собой «неотъемлемую часть» всех её фильмов. «Он у меня нигде не умирал, — особо отметила режиссёр. — У меня умирали все, но не он. Через Пахомова я транслирую себя. Мы чувствуем друг друга и способны вместе создавать произведения искусства».
Сам Сергей Пахомов, однако, называет себя «хитрым, жадным, расчётливым» человеком. Подобное объяснение он даёт и в интервью по поводу причин участия в «Битве экстрасенсов». Впрочем, в других интервью Пахомов прямо заявляет о своих паранормальных способностях. В наличии у Пахома паранормальных способностей усомнился и финалист проекта Зираддин Рзаев: «В последних сезонах „Битвы экстрасенсов“ видел, как участники разговаривают с фантомом, показывают приёмы карате… Эти люди просто играют — это шоу на 99,9 %! Особенно это очевидно после участия таких героев, как Пахом».

## Личная жизнь
По состоянию на март 2007 года Сергей Пахомов не был женат, однако уже имел, по его словам, приёмного сына Ивана, тогда как в апрельском интервью того же года он сказал, что состоит в браке и имеет двух сыновей семнадцати и восемнадцати лет, что, однако, не мешает ему увлекаться «молодыми бабами семнадцати-восемнадцати лет». В другом интервью, 2009 года, рассказывая о «фитиле в [своей] жопе», он упомянул, что из-за этого «фитиля» «ближние мои, родные, жена страдают». Несмотря на это, ни имя супруги Пахомова, ни дата появления этой женщины в его жизни были долгое время неизвестны. Другие источники сообщают, что у Сергея Пахомова имеется сын Павел. Московский фешн-фотограф Иван Князев рассказал, что Сергей Пахомов — его отчим.

## Фильмография

### Актёр
| Год  |   | Название                              | Роль                                      |
| ---- | - | ------------------------------------- | ----------------------------------------- |
| 1998 | ф | Кокки — бегущий доктор                | хирург Евгений Кокки                      |
| 1999 | ф | Тайная эстетика марсианских шпионов 3 | агент КГБ                                 |
| 1999 | ф | Зелёный слоник                        | «Поехавший», первый офицер                |
| 2001 | ф | Пять бутылок водки                    | первый уборщик                            |
| 2003 | ф | Голова                                | новый русский, предводитель мафии         |
| 2005 | ф | Вдвоём                                | прокурор                                  |
| 2006 | ф | Моцарт                                | молодой композитор, слуга старого Маэстро |
| 2009 | ф | Ад                                    | Имя персонажа не указано                  |
| 2010 | с | Школа                                 | бомж Пахомыч                              |
| 2011 | ф | Шапито-шоу                            | дебошир                                   |
| 2011 | ф | Звёздный ворс                         | посетитель выставки                       |
| 2011 | с | Краткий курс счастливой жизни         | Ильдар, свингер (14, 15 серии)            |
| 2012 | ф | За Маркса…                            | бригадир, член профсоюза                  |
| 2013 | ф | Всё и сразу                           | дядя Тимы                                 |
| 2014 | с | Майские ленты                         | сторож                                    |
| 2016 | ф | Мысленома                             | доктор                                    |
| 2018 | ф | 50                                    | камео                                     |
| 2020 | ф | Москвы не бывает                      | панк                                      |
| 2021 | ф | Теплица                               | дядя Миша                                 |
| 2022 | ф | Сказка для старых                     | посетитель клуба                          |
| 2023 | ф | Не выходи из комнаты                  | сосед                                     |
| 2024 | ф | Соломинка                             | Имя персонажа не указано                  |

### Сценарист
- «Фанданго для мартышки» (1992)
- «Голова» (2003)

### Художник-постановщик
- «Да и да» (2014)
- «Бонус» (2015)

### Озвучка в компьютерных играх
- визуальная новелла «Альтушка для скуфа»(2025) - мужские роли и скуфы[31]

### Озвучка в фильмах
- «Пресловутое поколение: Зелëный слоник 2» (2023) — «Поехавший» (хроника)

## Дискография

### Совместно с другими исполнителями
- 2008 — «Бонча» (с Вивисектором)
- 2010 — «Москва» (с Вивисектором)
- 2013 — «Курлык» (с Прохором)
- 2016 — «ARCADIЯ» (с Вивисектором)
- 2020 — «Эskimos» (с Женей Куковеровым)
- 2024 — «Велопрогулка в лесу» (с Прохором)

### Сольно
- 2009 — «Жизнь — весëлый карнавал»
- 2024 — «Последний ход, на Севере, на дальнем...»

### В составе группы «Пахом вам перезвонит»
- 2023 — «Кафе морг»
- 2023 — «Некто ОЙ»
- 2024 — «Улетали к Богу» (Live)
- 2025 — «Серебрянка»
- 2025 — «В темноте» (Live)
- 2025 — «Глаза»
- 2025 — «Страна чистой любви» (Live)